# Loricella profundior
Loricella profundior är en blötdjursart som först beskrevs av Dell 1956.  Loricella profundior ingår i släktet Loricella och familjen Schizochitonidae. Inga underarter finns listade i Catalogue of Life.